# Mic Michaeli

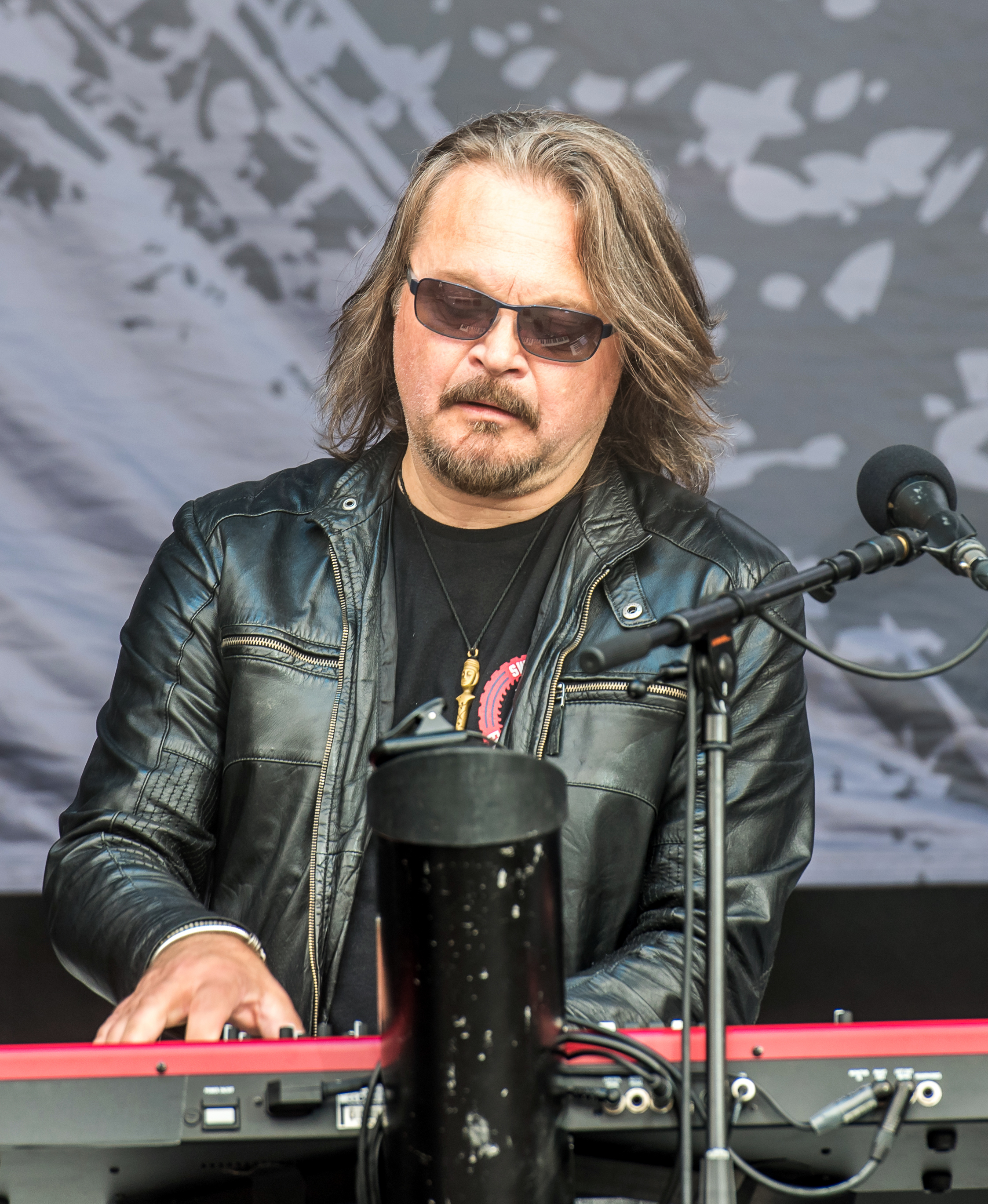
Mic Michaeli, 2017

Gunnar Mathias „Mic“ Michaeli (* 11. November 1962 in Upplands Väsby, Stockholm) ist ein schwedischer Rockmusiker. Er ist der Keyboarder der Rockband Europe. Die Band trennte sich 1992. Seit der Reunion im Herbst 2003 ist Michaeli wieder mit dabei. Er nahm mit der Band im Jahr 2004 das Album Start from the Dark auf. 2006 folgte das neue Album Secret Society. Mit dem 2009 veröffentlichten Album Last Look at Eden war die Band wieder auf Welttournee.
Ab Januar 2014 ging Michaeli mit seinem Kollegen John Norum unter dem Namen Nordic Beast auf Tour. Andere Mitglieder sind Hal Patino (King Diamond, Bass), Mikkey Dee (Motörhead, Schlagzeug) und Åge Sten Nilsen (Wig Wam, Gesang).